# Deutsch-Atlantische Telegraphengesellschaft

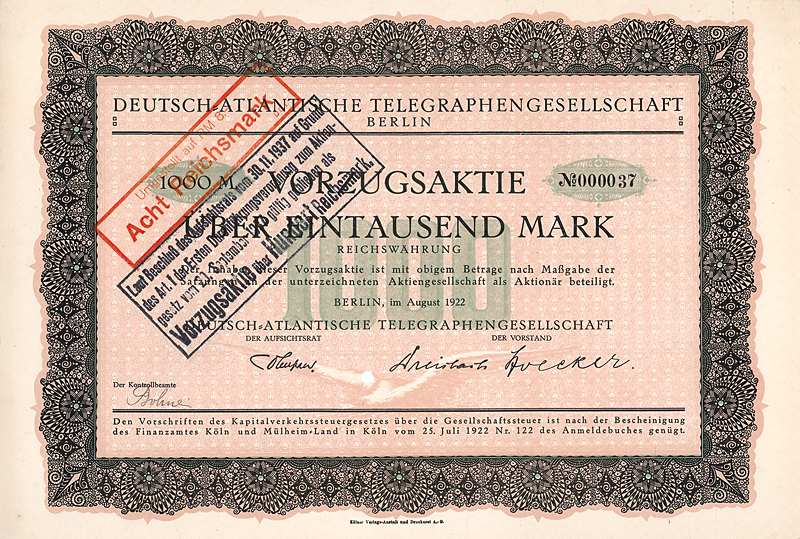
Ação preferencial de 1000 marcos da Deutsch-Atlantische Telegraphengesellschaft emitida em agosto de 1922.

Deutsch-Atlantische Telegraphengesellschaft, geralmente referida por DAT, foi uma empresa que instalou e operou cabos submarinos para permitir a ligação telegráfica entre o Império Alemão e os Estados Unidos. Foi fundada em 21 de fevereiro de 1899 para instalar um cabo submarino independente de operadores estrangeiros entre Emden e New York, passando pelos Açores, onde tinha uma estação intermédia na cidade da Horta (ilha do Faial). Com as interrupções causadas pelas Guerras Mundiais, os cabos da DAT mantiveram-se em funcionamento até 1 de janeiro de 1964, data em que cessou a operação por obsolescência do serviço.

## Descrição
Após autorização do Governo Português para amarração do cabo submarino da ciadade da Horta, o contrato para a construção e lançamento foi adjudicado a uma filial da empresa de Colónia Clouth Gummiwerke AG. O primeiro cabo entrou em funcionamento em 1 de setembro de 1900. Já em 1904, foi instalado e posto em funcionamento um segundo cabo, devido ao crescente volume de tráfego. Com o início da Primeira Guerra Mundial, o cabo foi cortado por forças britânicas e apreendido pelo Reino Unido, só voltando a funcionar em 1925. Em 27 de janeiro de 1926, a DAT colocou em funcionamento mais dois cabos entre a cidade alemã de Emden e a Horta, nos Açores.
Com a eclosão da Segunda Guerra Mundial, os cabos da DAT foram novamente cortados. Só em 1954 é que as operações puderam ser retomadas. A sede da DAT foi transferida de Emden para Colónia (Hansaring) em 1952. No período pós-guerra, as capacidades de cabo da DAT foram alugadas a longo prazo.
A DAT era uma filial integralmente detida pelo grupo Gerling. Por volta de 1970, foi fundada uma empresa de software em Colónia e foi adquirido um centro informático em Koblenz (Gefa). Na altura, os principais clientes eram a Gerling Versicherungen (IBM), o Herstatt-Bank (Honeywell Bull) bem como a TUI em Hannover.
Nos anos da década de 1980, como era previsível que o sector do cabo chegaria em breve ao fim, a DAT começou a reestruturar-se. Foram adquiridas várias empresas de produtos de software (rhv, AGS, COMPAC) ou fundadas novas empresas (consultoria: INTELDAT, correio eletrónico: MAXDAT), a fim de formar uma nova base de negócios. Na década de 1990 a DAT concentrou-se na sua nova atividade principal de projectos de software e separou-se das outras áreas de negócio.

## A Colónia Alemã da Horta
A instalação da DAT na cidade da Horta levou à construção de um conjunto de imóveis, com distinta arquitectura colonial alemã, alguns deles com grande qualidade construtiva, dando origem à chamada «Colónia Alemã» da Horta. Esses edificios albergam presentemente diversos departamentos do Governo dos Açores, sendo a casa do diretor a residência oficial do presidente da Assembleia Legislativa. Em 1974, os edifícios foram adquiridos pela Junta Geral da Horta e transferidos posteriormente para o Governo dos Açores.
O conjunto, com arquitetura tipicamente germânica, está classificada como imóvel de interesse público, e a Colónia Alemã constitui um dos importantes legados da história dos cabos submarinos na cidade da Horta. O bairro residencial era composto por 5 edifícios, construído em 1919, destinados ao alojamento dos quadros da companhia e aos respetivos serviços administrativos. Os cinco edifícios são: a Casa do Relógio, o edifício do diretor da DAT e 3 edifícios de apartamentos familiares. Do conjunto, merece destaque a Casa do Relógio, com uma entrada em forma de pórtico encimada por uma mansarda com um relógio.
Um dos imóveis alberga um jardim de inverno com um conjunto de vitrais, produzidos em 1919 pela firma Glasmalerei Schneiders & Schmolz, de Köln-Lindenthal, decorados com a heráldica do Império Alemão e dos seus estados constituintes. Os vitrais foram restaurados pela Oficina de Paulo Patacão em 2012, ano em que o imóvel foi classificado como de interesse público.